# Live: Right Here, Right Now
Live: Right Here, Right Now – album koncertowy amerykańskiej grupy hardrockowej Van Halen. Wydany został w 1993 roku.

## Lista utworów
| Dysk 1 | Dysk 1                    | Dysk 1  |
| Nr     | Tytuł utworu              | Długość |
| ------ | ------------------------- | ------- |
| 1.     | „Poundcake”               | 5:28    |
| 2.     | „Judgement Day”           | 4:52    |
| 3.     | „When It's Love”          | 5:22    |
| 4.     | „Spanked”                 | 5:08    |
| 5.     | „Ain't Talkin Bout Love”  | 4:37    |
| 6.     | „In 'n' Out”              | 6:20    |
| 7.     | „Dreams”                  | 4:49    |
| 8.     | „Man on a Mission”        | 4:49    |
| 9.     | „Ultra Bass”              | 5:15    |
| 10.    | „Pleasure Dome/Drum Solo” | 9:38    |
| 11.    | „Panama”                  | 6:39    |
| 12.    | „Love Walks In”           | 5:14    |
| 13.    | „Runaround”               | 5:21    |
|        |                           | 1:13:32 |

| Dysk 2 | Dysk 2                        | Dysk 2  |
| Nr     | Tytuł utworu                  | Długość |
| ------ | ----------------------------- | ------- |
| 1.     | „Right Now”                   | 6:13    |
| 2.     | „One Way to Rock”             | 4:58    |
| 3.     | „Why Can't This Be Love?”     | 5:22    |
| 4.     | „Give to Live”                | 5:39    |
| 5.     | „Finish What Ya Started”      | 5:50    |
| 6.     | „Best of Both Worlds”         | 5:00    |
| 7.     | „316”                         | 11:37   |
| 8.     | „You Really Got Me/Cabo Wabo” | 7:58    |
| 9.     | „Won't Get Fooled Again”      | 5:41    |
| 10.    | „Jump”                        | 4:26    |
| 11.    | „Top of the World”            | 4:59    |
|        |                               | 1:07:43 |

## Twórcy
- Sammy Hagar – wokal, gitara akustyczna, gitara elektryczna
- Eddie Van Halen – gitara, keyboard, chórek
- Michael Anthony – gitara basowa, chórek
- Alex Van Halen – perkusja, instrumenty perkusyjne

### Produkcja
- Producenci: Van Halen, Andy Johns
- Mixing: Andy Johns
- Mixing assistant: Rail Jon Rogut
- Dyrektor artystyczny: Jeri Heiden
- Zdjęcia: David Graham, John Halpern, Mark Seliger